# Goerodes viettei
Goerodes viettei är en nattsländeart som beskrevs av G. Marlier 1959. Goerodes viettei ingår i släktet Goerodes och familjen kantrörsnattsländor. Inga underarter finns listade i Catalogue of Life.